# Чоловік, який любив квіти
«Чолові́к, яки́й люби́в кві́ти» (англ. The Man Who Loved Flowers) — оповідання американського письменника Стівена Кінга, опубліковано у 1977 році в журналі «Gallery», а в 1978 увійшло до складу збірки «Нічна зміна».

## Сюжет
У Нью-Йорку рано ввечері в травні 1963 року невідомий чоловік іде по 3-й авеню та зупиняється біля продавця квітів. Транзисторний радіоприймач розповідає про війну, що назріває у В'єтнамі, про тіло жінки, знайдене в місцевій річці, і зо вбивця досі на волі. Чоловік купує квіти для дівчини на ім'я Норма. Він дивиться на дешевші квіти, кажучи, що Норма не любить марнотратників. Старий продавець квітів радить все ж узяти дорожчі чайні троянди. Це переконує чоловіка купити півдюжини чайних троянд. Він продовжує рухатися вулицею, а люди на вулиці сприймають його за закоханого.
Потім він звертає на алею, прямуючи до Норми. Тим часом сутеніє, він бачить жінку, що йде провулком, і кидається до неї. Він називає її Нормою, а вона озирається, бачачи в руці чоловіка молоток. Чоловік убиває жінку, тому що вона не Норма.
Як з'ясовується, Норма померла вже десять років, і горе звело чоловіка з розуму. Юнак каже, що його звати Любов. Він почувається оптимістично, впевнений, що скоро знайде Норму.
На вулиці він проходить повз подружжя середнього віку. Жінка звертається до партнера і запитує: «Чому ти більше ніколи так не виглядаєш?» вважаючи, що «якщо є щось прекрасніше за весну, то це молоде кохання».